# Каталог монет
Каталог монет — список типів монет. Інформація може включати в себе фотографії аверсу і реверсу (лиця і звороту), дату та місце карбування, переклад написів, опис зображення, тип металу, карбування, опис країв, орієнтацію монети, вагу, діаметр, товщину, особливості дизайну, форми і ціну на різні варіації. Також можуть бути описані відомі дефекти.
Якість опису, деталізація і повнота інформації про конкретну монету варіюється залежно від популярності, спільності атрибутів та наявних наукових досліджень.
Через величезну кількість монет у світовій історії не існує повних каталогів. Професійні колекціонери зазвичай зберігають багато книг для виявлення й оцінки.
Найчастіше каталоги монет відомі в одній із двох форм.
- Довідкові праці, як-от «Гід монетами Сполучених Штатів», опублікувало видавництво Уітмана і він відоміший у народі як «Червона книга», а також Стандартний Каталог монет світу, що видає видавництво Краузе, що дає описи та приблизні ціни на монети різних рівнів збереженості.

- Аукціонний каталог, де описані тільки конкретні монети, що беруть участь в аукціоні.

Каталоги монет є необхідними при роботі зі старовинними або іноземними монетами, де написи можуть бути незрозумілими і спотвореними або стилізованими до невпізнання, навіть для носія мови.
Каталоги монет нині доповнені інтернет-сайтами, деякі з яких мають переваги, наприклад, форуми користувачів. З появою інтернет-аукціонів колекціонери можуть досліджувати свої монети на комерційний складник. Також існує безліч сайтів, створених колекціонерами, які містять різноманітну довідкову інформацію.